# Oficina de Inteligencia Naval
La Oficina de Inteligencia Naval (del inglés: Office of Naval Intelligence o ONI) es una división administrativa que forma parte de la Corporación de Inteligencia de los Estados Unidos y es quizás la más antigua de todas.
Fue fundada el 23 de marzo de 1882, por el Teniente Theodorus B.M. Mason. Su función era informar sobre los movimientos de las marinas de otras naciones. Su primera labor importante fue en 1898, cuando Estados Unidos le declaró la guerra a España al culparla del hundimiento del acorazado Maine en el puerto de La Habana, Cuba.
Durante la Segunda Guerra Mundial creció su importancia al ocuparse de la traducción, evaluación y difusión de las comunicaciones japonesas interceptadas. Su sede se encuentra en el Centro Nacional de Inteligencia Marítima(NMIC) en Suitland, Maryland. 
En los atentados del 11 de septiembre del 2001 , lo que fue golpeado en el Pentágono fue la sede de la Inteligencia Naval y la mayoría de las víctimas en el Pentágono correspondieron a ella.

## Oficiales de Inteligencia Navales  famosos
- Bernard Baruch Jr.[2]
- Bobby Patrick
- Christopher Crump
- John Paul Stevens[3]
- Bob Woodward[4][5]
- Richard Nixon[6]